# Rolf Lidin
Rolf Fredrik Lidin, född 29 september 1900 i Stockholm, död 1958, var en svensk målare, grafiker och tecknare. 
Han var son till förste livmedicus Ernst Olof Lidin och Valborg Högstedt. Lidin innledde sin utbildning till jurist och avlade en jur.kand. innan han sadlade om och utbildade sig till konstnär. Redan i barndomen visade han anlag för teckning och under uppväxtåren studerade han på amatörnivå kortare perioder för Otte Sköld. Först vid 37 års ålder påbörjade han sin konstnärsutbildning för Paul Colin och Othon Friesz i Paris 1937-1940 samt för Marcel Gromaire 1938-1940. Han bosatte sig därefter i Italien och studerade där en period vid konstakademien i Rom. Han företog ett antal studieresor och vistades under dessa två år i USA och kortare perioder i Nordafrika, Grekland och Mexico. Separat ställde han ut på Färg och Form och Galleri Brinken i Stockholm. Tillsammans med Gustaf Sjöö ställde han ut på Eskilstuna konstmuseum och han medverkade i samlingsutställningar i Dallas, Köpenhamn, Malmö och Stockholm. Hans konst består av fantasimotiv, modellkompositioner, landskap och kustbilder från Medelhavet samt kubistiskt betonade stilleben. Lidin är representerad vid Moderna museet i Stockholm och Eskilstuna konstmuseum.